# Guina
Aguinaldo Roberto Gallon, mais conhecido como Guina (Ribeirão Preto, 4 de fevereiro de 1958), é um ex-futebolista brasileiro que atuava como meia.

## Carreira
Revelado pelo Comercial de Ribeirão Preto. Em 1976, iniciou no time profissional do Leão do Norte no Paulistão e foi logo contratado pelo Vasco da Gama.
Em 1977, jogou o Mundial sub-20, onde a Seleção Brasileira obteve a terceira colocação, sendo um dos destaques do time, tendo sido artilheiro do certame e, assim, conquistado a Chuteira de Ouro.
Depois de jogar quase 5 temporadas em São Januário e em 1981 aos 23 anos transferiu-se para o Real Murcia, da Espanha. No país, jogou por 11 anos e defendeu quatro equipes.
Em 1992, retornou ao Brasil para jogar no Botafogo-SP, onde pendurou as chuteiras.

## Títulos
Comercial
- Seletiva para o Campeonato Brasileiro: 1976
- Torneio Quadrangular do Norte: 1977

Vasco da Gama
- Campeonato Carioca: 1977
- Taça Guanabara: 1977
- Taça Manoel do Nascimento: 1977
- Torneio Cidade de Sevilha: 1979
- Troféu Festa de Elche: 1979
- Troféu Colombino: 1980
- Taça Gustavo de Carvalho: 1980
- Torneio Super Séries: 1980
- Torneio João Havelange: 1981
- Taça Ney Cidade Palmeiro: 1981

Real Murcia
- Segunda Divisão Espanhola: 1982-83, 1985–86

Belenenses
- Troféu 1° de Maio: 1986-87

### Prêmios individuais
- Chuteira de Ouro da Copa do Mundo FIFA Sub-20: 1977

### Artilharias
- Campeonato Sul-Americano Sub-20 de 1977 (4 gols)
- Copa do Mundo FIFA Sub-20 de 1977 (4 gols)
- Copa dos Campeões da Copa Brasil de 1978 (1 gol)